# FC Turin
Der Torino Football Club, kurz Torino FC oder Torino, im deutschsprachigen Raum bekannt als FC Turin, ist ein 1906 gegründeter italienischer Fußballverein aus der piemontesischen Hauptstadt Turin. Weitere Bezeichnungen sind I Granata („Die Granatroten“) und Il Toro („Der Stier“).
Der Torino FC ist siebenfacher Italienischer Meister und fünffacher Italienischer Pokalsieger. Heimspielstätte des Vereins ist das Olympiastadion Turin.

## Geschichte

### Die Anfänge

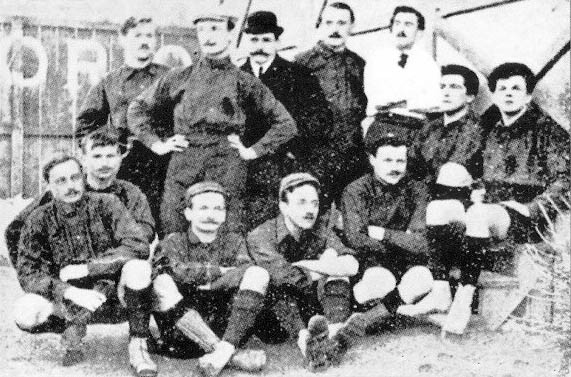
Foot Ball Club Torino im Jahr 1907

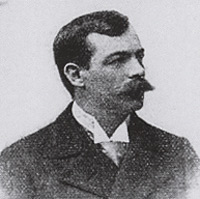
Alfredo Dick, Mitgründer und erster Präsident des Torino FC.

Im Jahr 1900 fusionierten der FC Torinese und Internazionale Torino, die neue Mannschaft behielt vorerst den Namen Football Club Torinese. Sechs Jahre später schlossen sich einige frühere Spieler von Juventus Turin unter der Führung des Schweizers Alfredo Dick, der dort als Präsident entmachtet worden war, dem Football Club Torinese an. Gemeinsam gründete man am 3. Dezember 1906 den Foot Ball Club Torino.
Die erste nationale Meisterschaft wurde wegen des Ausbruchs des Ersten Weltkriegs aberkannt. Der Meistertitel der Saison 1926/27 wurde Turin nachträglich aberkannt, als herauskam, dass Abwehrspieler Luigi Allemandi vom Lokalrivalen Juventus Turin im Vorfeld eines Derbys bestochen wurde. Spieler und Trainer dieser legendären Anfangszeit des FC Turin war zwischen 1906 und 1924 der spätere Weltmeistertrainer Vittorio Pozzo, der dem Verein bis an sein Lebensende eng verbunden blieb. Er baute in seiner Zeit als Nationaltrainer von 1929 bis 1948 häufig auf die Spieler seines Heimatklubs. In einem Länderspiel stellte er in die Anfangsformation einmal elf Spieler aus Turin – zehn vom FC und einen von Juventus. In der Saison 1927/28 gewann der Klub erstmals den italienischen Meistertitel, den Scudetto. Zur Saison 1936/37 wurde der Vereinsname in Associazione Calcio Torino geändert, da die faschistischen Machthaber keine ausländischen Wörter in Vereinsnamen duldeten.

### Il Grande Torino

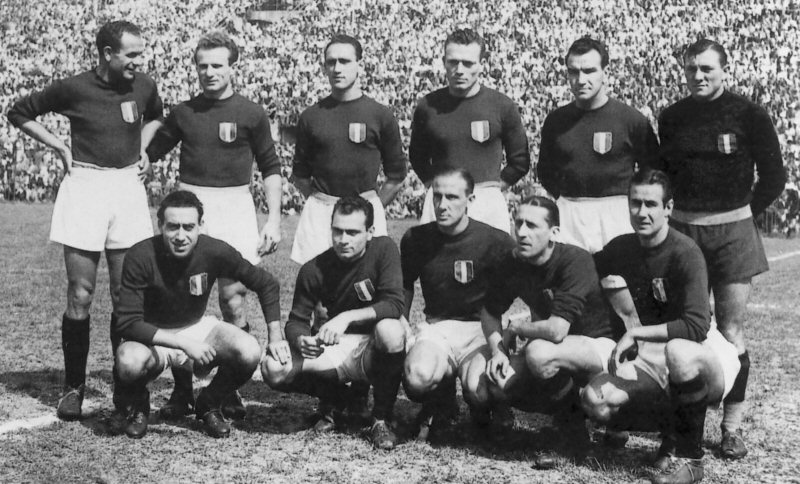
Die als Grande Torino bekannte Meistermannschaft des Torino F.C. hier 1948, etwa ein Jahr vor der Tragödie von Superga.

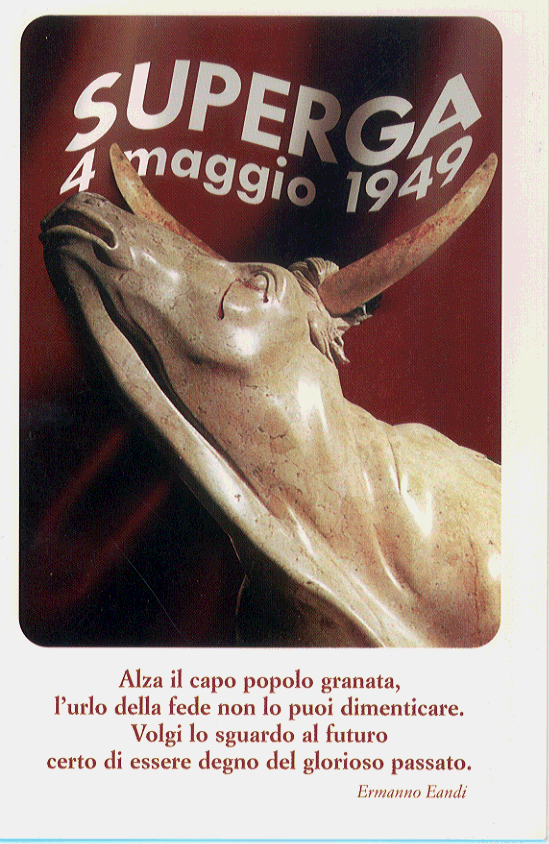
Oper von Ermanno Eandi zum 50. Jahrestag der Tragödie

Seine erfolgreichste Periode erlebte der Verein zwischen 1942 und 1949. Die Mannschaft dieser Zeit, unter Führung des Mannschaftskapitäns Valentino Mazzola, ging als Grande Torino in die Fußballgeschichte ein und gilt bis heute als eine der besten, die jemals in der Serie A spielte. Der AC Turin gewann zwischen 1943 und 1949, unterbrochen durch den Zweiten Weltkrieg, fünf Meistertitel in Folge und stellte damit den von Juventus aufgestellten Rekord der ersten Hälfte der 1930er Jahre ein. Der letzte dieser fünf Titelgewinne zählt dennoch zum traurigsten Kapitel der Vereinsgeschichte. Bereits am fünftletzten Spieltag sicherte man sich durch ein 1:1 beim Hauptverfolger Inter Mailand den Scudetto, den Ausgleich schoss Valentino Mazzola kurz vor Abpfiff. Aufgrund dessen gab es eine Reise nach Portugal, wo ein Freundschaftsspiel gegen Benfica Lissabon stattfand. Auf dem Rückflug am 4. Mai 1949 wurde die Fiat G.212 der Avio Linee Italiane im dichten Nebel wenige Meter unterhalb der Basilika von Superga in den gleichnamigen Hügel über Turin geflogen. Fast alle Spieler der Mannschaft kamen ums Leben, ebenso Funktionäre des Vereins und drei begleitende Journalisten. Von der Mannschaft des Grande Torino überlebte nur Sauro Tomà, der die Reise nach Lissabon wegen einer Verletzung nicht angetreten hatte. Die Saison wurde von der A-Jugend zu Ende gespielt.

### Die zweite Hälfte des 20. Jahrhunderts

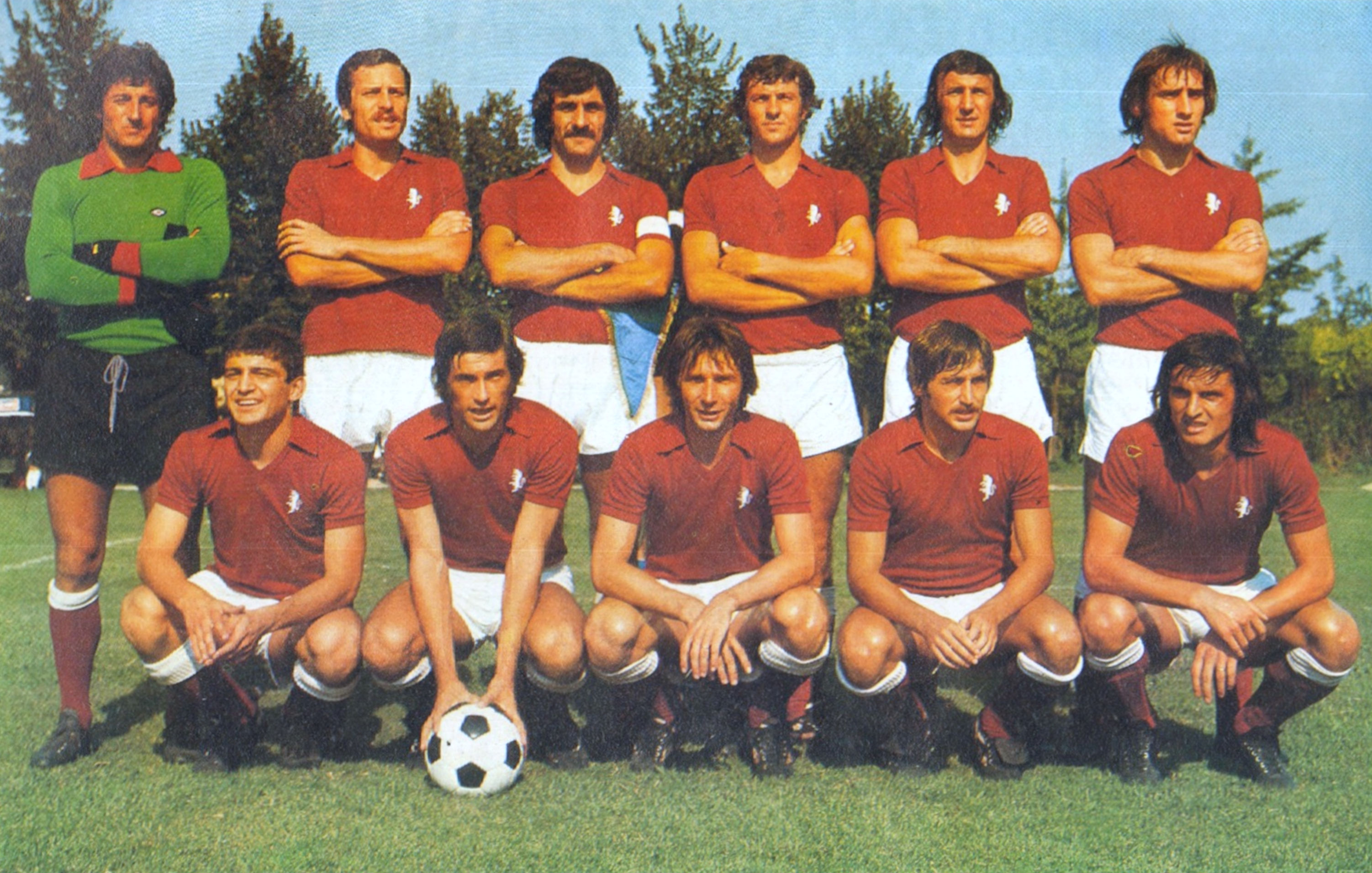
Die Meistermannschaft der AC Torino im Jahr 1975

Der Verein erholte sich nicht mehr von diesem Verlust. Nach einem Jahrzehnt der Mittelmäßigkeit stiegen sie 1959 in die Serie B ab, nach einem Jahr aber wieder in die Serie A auf. Von den frühen 1960ern bis in die späten 1980er erzielten die Turiner gute Ergebnisse in der Serie A.
Den einzigen Meistertitel seit der Zeit des Grande Torino gewann der Toro in der Saison 1975/76 mit folgendem Kader (in Klammern sind die Spiele und Tore angegeben): Torhüter: Luciano Castellini (29/-), Romano Cazzaniga (3/-) – Abwehr: Roberto Salvadori (30/-); Roberto Mozzini (29/-); Vittorio Caporale (28/-); Nello Santin (25/-); Fabrizio Gorin (12/1); Giuseppe Pallavicini (4/-); Marino Lombardo (3/-) – Mittelfeld: Patrizio Sala (30/-); Eraldo Pecci (29/2); Claudio Sala (29/1); Renato Zaccarelli (28/4); Roberto Bacchin (1/-) – Sturm: Paolino Pulici (30/21); Francesco Graziani (29/15); Salvatore Garritano (5/1) – Trainer: Luigi Radice.
Zur Saison 1978/79 wurde der Verein in Torino Calcio umbenannt. Seit dem Ende der 1980er wechselte man zwischen der Serie A und Serie B hin und her, ohne weitere Erfolge zu erzielen, abgesehen vom Gewinn der Coppa Italia 1993 und dem Mitropapokal 1991.
Aber auch in ihren schlechtesten Jahren lieferten I Granata legendäre Spiele in den sogenannten Derby della Mole gegen den Lokalrivalen Juventus.

### Aktuelle Entwicklungen
Dem sportlichen Aufstieg in die Serie A zur Saison 2005/06 nach drei Jahren Zweitklassigkeit folgte schnell die Ernüchterung: Am 25. Juli 2005 entschied das Sportgericht des Fußballverbandes, Torino Calcio, zusammen mit dem FC Messina, keine Serie-A-Lizenz zu erteilen, weil beide Vereine enorme Schulden angehäuft hatten. Während der italienische Gerichtshof für Sportfragen in Rom die Entscheidung im Fall von Messina revidierte, bestätigte er die Lizenzverweigerung für Torino. In Summe hatte der Verein 34 Millionen Euro an Verbindlichkeiten beim Finanzamt. Nachdem eine Bürgschaft vorgelegt wurde, die rund die Hälfte dieser Schulden abdecken sollte, stellte sich heraus, dass diese Dokumente gefälscht waren. Dennoch durfte Turin in der Saison 2005/06 in der Serie B antreten, nachdem sich neue Investoren gefunden hatten. Jedoch stellte sich heraus, dass auch einige Bürgschaftspapiere gefälscht waren und der Torino einen Schuldenberg in Höhe von ca. 80 Millionen Euro hatte. Diese Last führt zu der Insolvenz des Klubs, es gab wenig Aussichten für eine Rettung des Klubs.
In der Saison 2005/06 schaffte der neu gegründete FC Turin dennoch den Erstliga-Aufstieg. Im entscheidenden Relegations-Rückspiel wurde die AC Mantova vor knapp 60.000 Zuschauern im gut gefüllten Stadio delle Alpi mit 3:1 besiegt, nachdem man das Hinspiel in Mantua mit 2:4 verloren hatte. Konnte der Klub in den Spielzeiten 2006/07 und 2007/08 noch knapp den Abstieg entrinnen, musste der Klub am Ende der Saison 2008/09 als Tabellenachtzehnter wieder den Gang in die Serie B antreten. Nach drei Jahren in der Serie B folgte zum Ende der Saison 2011/12 der erneute Aufstieg in die Serie A.
Nach einem 16. Platz in der Saison 2012/13 fand sich Torino in der Serie A gut wieder und schaffte es in der darauffolgenden Saison 2013/14 den siebten Platz zu belegen. Dabei platzierte man sich unter anderem vor dem punktgleichen AC Mailand. Torino war zur Teilnahme an der Qualifikation UEFA Europa League 2014/15 berechtigt und qualifizierte sich auch direkt über je zwei Duelle gegen IF Brommapojkarna (3:0 a; 4:0 h) und RNK Split (0:0 a; 1:0 h). Torino wurde der Gruppe B zugelost, wo gegen den FC Brügge, den FC Kopenhagen und HJK Helsinki angetreten werden musste. Mit elf Punkten erreichte Torino den zweiten Platz hinter Brügge und stieg damit ins Sechzehntelfinale auf. Dort traf man auf Athletic Bilbao, das man knapp schlagen konnte (2:2 h; 2:3 a). Knapp verloren hatte man wiederum im Achtelfinale gegen Zenit St. Petersburg (0:2 a; 1:0 h).
In den darauffolgenden Saisons konnte Torino aber nie vollends überzeugen. Die Liga beendete man meist auf Platz 9, in der Saison 2015/16 reichte es gar nur für Platz 12. Auch in der Coppa Italia war Torino nur selten in der K.O.-Runde präsent. Die beste Leistung brachte der italienische Traditionsklub in der Saison 2017/18, als man das Viertelfinale erreichte. Dort musste man sich aber mit 0:2 dem Stadtrivalen Juventus geschlagen geben.
In der Saison 2018/19 erreichte Torino erneut Platz 7 in der Serie A und durfte damit an der Qualifikation zur UEFA Europa League 2019/20 teilnehmen. Nachdem man sich gegen Debreceni Vasutas (3:0 h; 4:1 a) und Schachzjor Salihorsk (5:0 h; 1:1 a) deutlich durchsetzte, musste man sich den Wolverhampton Wanderers (2:3 h; 1:2 a) geschlagen geben.
In den Spielzeiten 2019/20 und 2020/21 verfiel Torino in eine Schwächephase. Die Leistungen hinkten den Erwartungen deutlich hinterher und man musste um den Klassenerhalt bangen. Unter anderem verlor Torino zum Jahresbeginn 2020 sieben Pflichtspiele in Folge. Darunter sind auch eine 0:7-Heimniederlage gegen Atalanta Bergamo und eine 2:4-Niederlage im Viertelfinale der Coppa Italia gegen den AC Mailand vertreten. Auch nach dem Ansetzen der COVID-19-Pandemie konnte Torino seine Leistungen nur teilweise aufbessern. Am Ende beendete der Klub die Saison auf Platz 16 und mit einer Niederlagenquote von über 50 % (20 der 38 Ligaspiele wurden verloren).
Auch die darauffolgende Spielzeit 2020/21 verlief alles andere als nach Plan. Nur sieben Ligaspiele hatte Torino in dieser Saison gewonnen, sechzehn endeten remis. Nur achtmal spielte der Klub zu Null und gewann hierbei nur vier Spiele. Mit 69 Gegentoren war es außerdem die Saison mit den meisten Gegentoren seit dem letzten Wiederaufstieg in die Serie A. Torino beendete die Saison auf Platz 17 und mit 37 Punkten, was dem niedrigsten Punktestand seit dem Wiederaufstieg in die Serie A entspricht.
Die Leistungen besserten sich erst mit der Saison 2021/22. Seither hält sich Torino konstant auf Rang 10, bleibt in der Coppa Italia aber weitestgehend unauffällig. In ebenjener Saison 2021/22 erreichte Torino zumindest das Viertelfinale, wo man mit 1:2 der AC Fiorentina unterlag.

## Spiel- und Trainingsstätten

### Historische Spielstätten
Die erste wirkliche Heimat fand der FC Turin 1926 im Stadio Filadelfia, in dem man bis 1963 spielte. Bis heute hängt das Herz der Tifosi am alten Filadelfia, das die Heimstätte des Grande Torino war. Trotz immer wiederkehrender Pläne, es zu restaurieren und wieder zur Spielstätte des FC Turin zu machen, wurde es mittlerweile abgerissen.
Von 1963 bis 1990 trug der Klub seine Heimspiele im Stadio Comunale mit Platz für ca. 65.000 Fans aus, das man sich mit dem Lokalrivalen Juve teilte. 1990 erfolgte der Umzug ins für die Weltmeisterschaft 1990 neu errichtete, ca. 69.000 Zuschauer fassende, Stadio delle Alpi, das man sich wiederum mit Juventus teilte. Jedoch war das im Norden Turins liegende Stadion wegen der schlechten Sichtbedingungen für Zuschauer bei Anhängern beider Lager äußerst unpopulär.

### Stadion

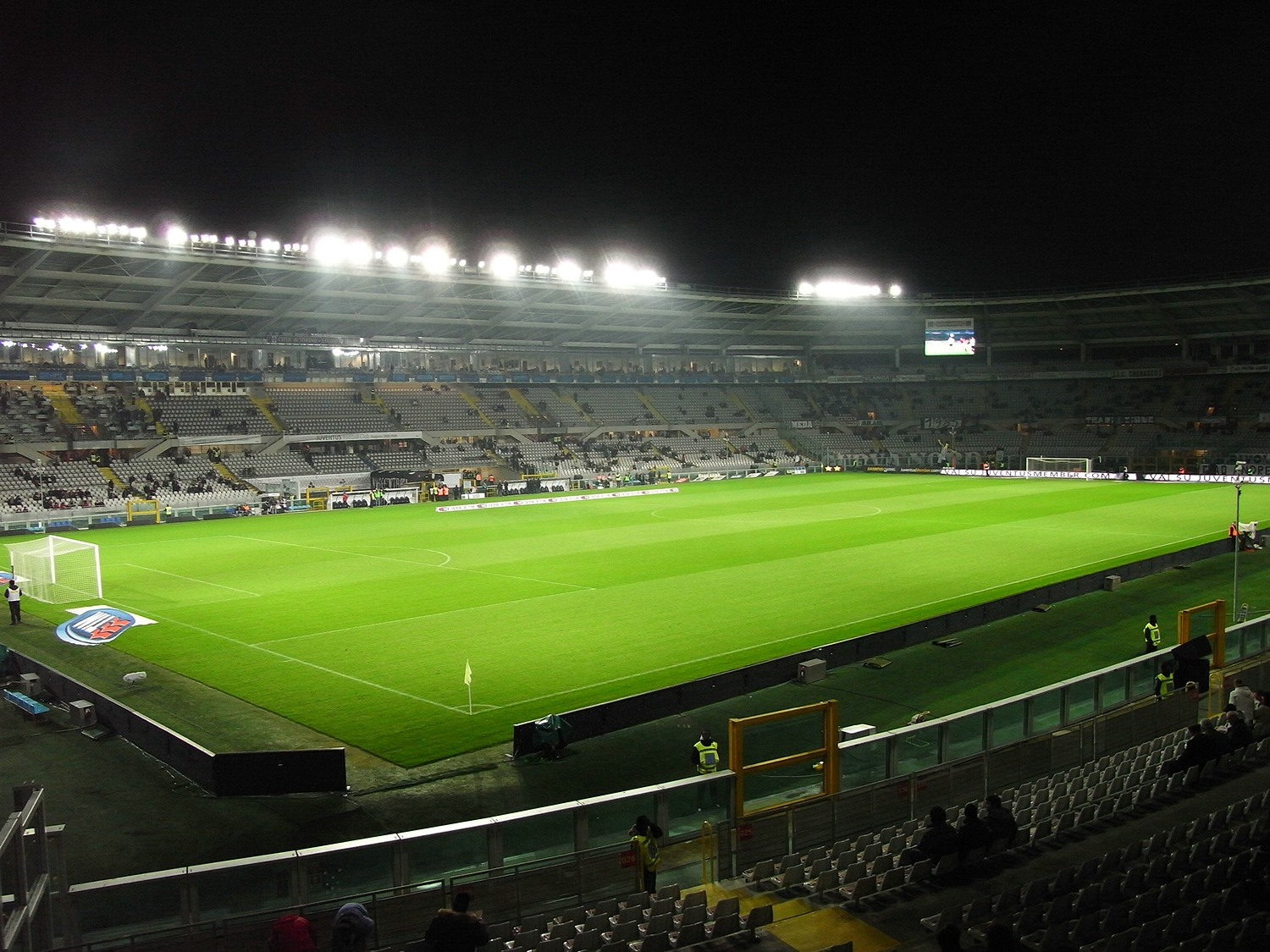
Olympiastadion Turin

Ab der Saison 2006/07 trugen beide Turiner Klubs ihre Heimspiele wieder im alten Stadio Comunale aus, das ca. 29.000 Zusehern Platz bietet, anlässlich der Olympischen Winterspiele 2006 komplett modernisiert wurde. Seit der Saison 2011/12 spielt nur noch der FC Turin in diesem Stadion, da Juventus in sein neu gebautes Juventus Stadium umgezogen ist, welches auf dem Grund des Stadio delle Alpi steht. Im April 2016 wurde die Spielstätte in Stadio Olimpico Grande Torino umbenannt, in Erinnerung an die Mannschaft der Grande Torino.

## Fanszene

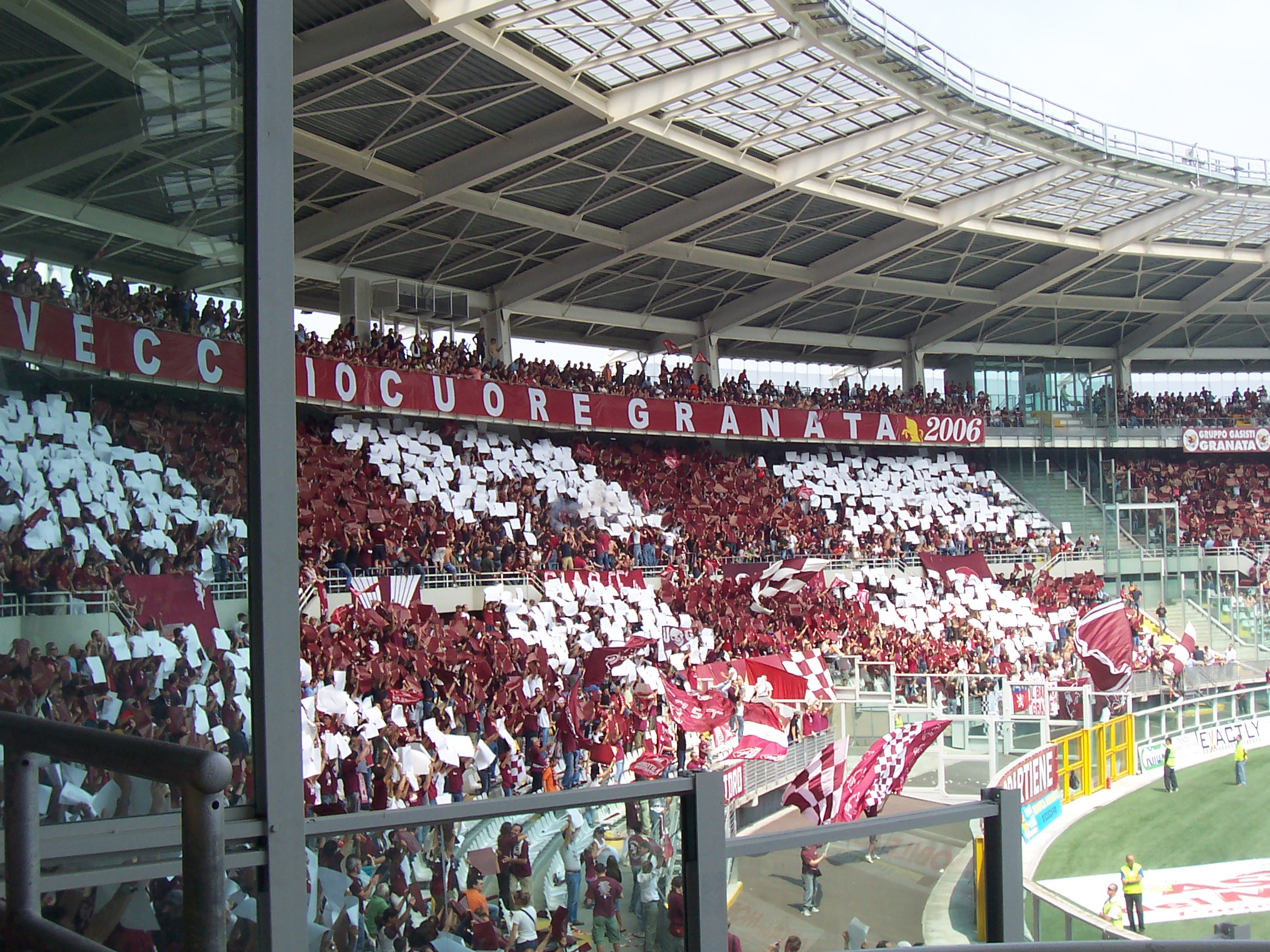
Fankurve des Torino FC (2006)

Die 1951 gegründete Gruppierung Fedelissimi Granata des FC Turin gilt als der wahrscheinlich wichtigste Vorläufer der italienischen Ultra-Bewegung. In der zweiten Hälfte der 1960er Jahre wurde ebenfalls beim FC Turin mit dem Zusammenschluss der Commandos Fedelissimi die erste Gruppierung ins Leben gerufen, die sich einen vom Guerillakrieg inspirierten Namen gab. Einem Beispiel, dem bald weitere Gruppen in Italien folgten.
Der FC Turin sieht sich selbst als den wahren Verein der Stadt, was sich in Aussagen wie „Wir Turiner lieben den Stier, nur er repräsentiert diese wunderbare Stadt“ widerspiegelt. Hierzu ist anzumerken, dass das Wappentier sowohl der Stadt als auch des Vereins ein Stier ist. Und tatsächlich befindet sich die Stadt mehrheitlich in der Hand der Fanszene des FC Turin.

### Freundschaften

Freundschaftsschal von
Torino und Fiorentina

Die intensivste und langjährigste Fanfreundschaft besteht seit den 1970er Jahren mit den Fans des AC Florenz. Sie entstand aufgrund der gemeinsamen intensiven Abneigung gegenüber Juventus Turin, dem Erzrivalen beider Teams.
Eine weitere Freundschaft besteht zum CFC Genua, die allerdings nach rund 30-jähriger Dauer einen ernsthaften Schaden nahm und zu zerbrechen drohte. Am 24. Mai 2009, dem vorletzten Spieltag der Saison 2008/09, gastierte der CFC Genua beim FC Turin. Für beide Vereine ging es um viel: Genua hatte noch die Gelegenheit, sich für die Qualifikationsrunde zur UEFA Champions League zu qualifizieren (was stattdessen dem ebenfalls mit dem FC Turin befreundeten AC Florenz gelang) und der FC Turin benötigte einen Erfolg im Kampf um den Klassenerhalt (er stieg am Saisonende in die zweite Liga ab). Kurz vor Spielende stand es 2:2, ehe dem argentinischen Stürmer Diego Milito in der 89. Minute der Siegtreffer für Genua gelang. Im Anschluss kam es zu Handgreiflichkeiten zwischen den Spielern und einer aufgeheizten Stimmung im Stadion. Nach dem drei Jahre später erfolgten Wiederaufstieg des „Toro“ kam es am 16. Dezember 2012 erstmals wieder zu einem Punktspiel zwischen den beiden Vereine und einer erneuten Annäherung ihrer Fangruppen.
Auf internationaler Ebene besteht eine Fanfreundschaft mit Manchester City sowie mehrere Vereinsfreundschaften, die bereits seit Jahrzehnten bestehen. Eine dieser Freundschaften auf Vereinsebene besteht mit Benfica Lissabon und entstand 1949. Am 3. Mai 1949 bestritt Il Grande Torino auf Einladung von Benfica ein Freundschaftsspiel in Lissabon, das 3:4 verloren wurde. Auf dem Rückflug nach Turin am 4. Mai 1949 kam es zum tragischen Flugunfall von Superga, bei dem alle Passagiere (darunter fast die komplette Stammformation des Grande Torino) ums Leben kamen.
Eine weitere Vereinsfreundschaft besteht mit dem argentinischen Verein River Plate. Nachdem er die Nachricht von dem Flugunfall vernommen hatte, entschied Antonio Vespucio Liberti, seinerzeit Präsident von River Plate, dass seine Mannschaft nach Italien reisen möge, um ein Benefizspiel zu Gunsten der Familien der Opfer zu bestreiten und Solidarität mit dem FC Turin zu zeigen. Das Spiel, in dem die Mannschaft des FC Turin durch eine Ligaauswahl symbolisiert wurde, fand am 26. Mai 1949 statt und endete 2:2. Seither bestehen freundschaftliche Kontakte zwischen beiden Vereinen, die in gegenseitigem Respekt einige ihrer Ausweichtrikots an den traditionellen Trikots des jeweils anderen Vereins orientierten. So trat die Mannschaft des FC Turin am 6. Juni 1953 in einem Spiel gegen den AC Mailand erstmals in einem River-ähnlichen Trikot an und River trägt Begegnungen, die an einem 4. Mai stattfinden oder diesem Tag am nächsten liegen, in einem granatroten Trikot aus.
Die längsten Kontakte (bereits seit mehr als einem Jahrhundert) bestehen allerdings mit dem brasilianischen Verein Corinthians São Paulo. 1914 unternahm die Mannschaft des FC Turin eine Reise nach Südamerika, um Freundschaftsspiele in Argentinien und Brasilien zu absolvieren. Sämtliche Spiele in Brasilien wurden in São Paulo ausgetragen, wo es viele Einwohner mit italienischen Wurzeln gab. Am 15. August 1914 fand das Spiel gegen die Corinthians statt, die sich in dieser Begegnung erstmals mit einer ausländischen Mannschaft maßen. 1948 reiste die Mannschaft des Grande Torino erneut nach Brasilien, um ein weiteres Mal gegen die Corinthians anzutreten und die freundschaftlichen Kontakte zu erneuern. Nach dem Flugzeugunglück von Turin im folgenden Jahr trat die Mannschaft der Corinthians bei ihrem nächsten Spiel zu Ehren des FC Turin in einem granatroten Trikot an und spendete die Einnahmen aus diesem und den nächsten Spielen für die Familien der tödlich Verunglückten. 2011 entschieden die Verantwortlichen der Corinthians sich für ein zweites Ausweichtrikot in Granatrot.

### Rivalitäten

Spielszene aus dem ersten
Derby della Mole im Jahr 1907
im Velodromo Umberto I.

Neben dem Haupt- und Stadtrivalen Juventus Turin, gegen den das Derby della Mole bestritten wird, bestehen größere Abneigungen gegen die beiden Mailänder Vereine Milan und Inter, sowie Atalanta Bergamo, FC Bologna, Brescia Calcio, Hellas Verona, US Lecce, AC Perugia Calcio und Piacenza Calcio 1919. Weitere Rivalitäten bestehen zur AS Rom, die ihren Ursprung im Jahr 1973 hat, als die Torino-Fans ein Fanbanner der Roma verbrannten und mit Sampdoria Genua, die in erster Linie durch die Fanfreundschaft des „Toro“ mit dessen Stadtrivalen CFC Genua begründet ist.

## Sonstiges

### Ausrüster und Sponsoren
Ausrüster ist seit 2019 der spanische Sportartikelhersteller Joma, der Vertrag läuft bis 2024.
1981 schloss Torino einen Werbevertrag mit Barbero, die ihren Schriftzug auf den Trikots platzierten. Es folgten Ariostea (1983–1984), Sweda Italia (1984–1988), Indesit (1988–1991), Fratelli Beretta (1991–1994), Bongioanni Caldaie (1994–1995), SDA Express Courier (1995–2000), Directa (2000–2001), Conto Arancio (2001–2002), Ixfin (2002–2003), Bavaria (2003–2005), Reale Mutua (2005–2008), Renault Trucks (2008–2009), Italporte (2009–2011), Valmora (2011–2012), Fratelli Beretta (2012–2013) und Fratelli Beretta / Suzuki (seit 2013).
| Zeitraum  | Ausrüster | Hauptsponsor  | Hauptsponsor   |
| --------- | --------- | ------------- | -------------- |
| 1990–1991 | ABM       | Indesit       | Indesit        |
| 1991–1993 | ABM       | Beretta       | Beretta        |
| 1993–1994 | Lotto     | Beretta       | Beretta        |
| 1994–1995 | Lotto     | Bongioanni    | Bongioanni     |
| 1995–1996 | Lotto     | SDA Courier   | SDA Courier    |
| 1996–2000 | Kelme     | SDA Courier   | SDA Courier    |
| 2000–2001 | Kelme     | Directa       | Directa        |
| 2001–2002 | Asics     | Conto Arancio | Conto Arancio  |
| 2002–2003 | Asics     | Ixfin         | Ixfin          |
| 2003–2005 | Asics     | Bavaria       | Bavaria        |
| 2005–2008 | Asics     | Reale Mutua   | Beretta        |
| 2008–2009 | Kappa     | Reale Mutua   | Renault Trucks |
| 2009–2011 | Kappa     | Italporte     | Dahlia TV      |
| 2011–2012 | Kappa     | Valmora       | Aruba          |
| 2012–2013 | Kappa     | Beretta       | Aruba          |
| 2013–2015 | Kappa     | Beretta       | Suzuki         |
| 2015–2017 | Kappa     | Beretta       | Suzuki         |
| 2017–2018 | Kappa     | SportPesa     | Suzuki         |
| 2019–0000 | Joma      | Beretta       | Suzuki         |

### Vereinsfarben und -wappen
Der FC Turin trägt seit seiner Gründung 1906 die Farbe Granatrot, dazu weiße Hosen und granatrote Stutzen. Das Auswärtstrikot wird traditionell meist in weiß gehalten.
Das heutige Vereinswappen in Form eines Schildes kombiniert die Farben des Vereins und das Wappen der Stadt Turin, es zeigt den Vereinsnamen und das Gründungsjahr im oberen und einen aufgerichteten Stier im unteren Teil.

1936 bis 1946
1980er
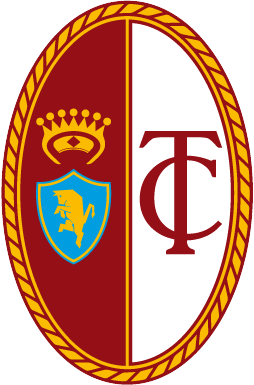
1990 bis 2005
Seit 2006

## Daten und Fakten

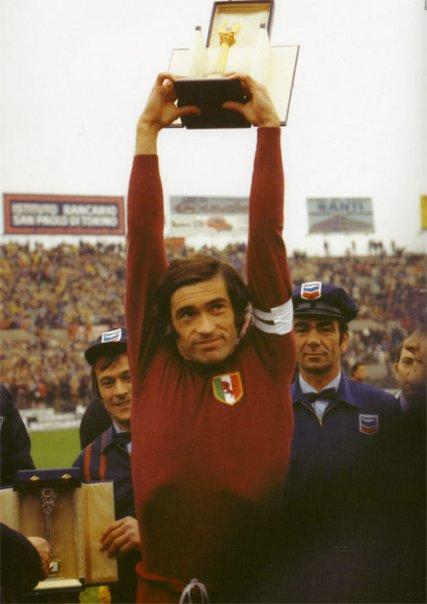
Als Torschützenkönig der Saison 1975/76 hatte Paolo Pulici einen großen Anteil am Meistertitel derselben Spielzeit.

### Vereinserfolge
| National                   | Titel | Saison                                                        |
| -------------------------- | ----- | ------------------------------------------------------------- |
| Italienische Meisterschaft | 7     | 1927/28, 1942/43, 1945/46, 1946/47, 1947/48, 1948/49, 1975/76 |
| Italienischer Pokal        | 5     | 1935/36, 1942/43, 1967/68, 1970/71, 1992/93                   |
| International              | Titel | Saison                                                        |
| Coppa delle Alpi           | 1     | 1990                                                          |
| Mitropacup                 | 1     | 1991                                                          |

#### Erfolge der Jugendmannschaften
- Italienische Primavera-Meisterschaft: 1966/67, 1967/68, 1969/70, 1976/77, 1985, 1987/88, 1990/91, 1991/92, 2014/15
- Italienischer Primavera-Pokal: 1982/83, 1983/84, 1985/86, 1987/88, 1988/89, 1989/90, 1998/99, 2017/18
- Torneo di Viareggio: 1984, 1985, 1987, 1989, 1995, 1998

## Personal

### Aktueller Kader der Saison 2024/25
Stand: 28. Mai 2025
| Nr. |                | Position | Name                     |
| --- | -------------- | -------- | ------------------------ |
| 1   | Italien        | TW       | Alberto Paleari          |
| 3   | Niederlande    | AB       | Perr Schuurs             |
| 4   | Polen          | AB       | Sebastian Walukiewicz    |
| 5   | Marokko        | AB       | Adam Masina              |
| 7   | Frankreich     | ST       | Yann Karamoh             |
| 8   | Serbien        | MF       | Ivan Ilić                |
| 9   | Paraguay       | ST       | Antonio Sanabria         |
| 10  | Kroatien       | MF       | Nikola Vlašić            |
| 11  | Nordmazedonien | MF       | Eljif Elmas              |
| 13  | Chile          | AB       | Guillermo Maripán        |
| 15  | Frankreich     | ST       | Amine Salama             |
| 16  | Norwegen       | MF       | Marcus Holmgren Pedersen |
| 17  | Italien        | TW       | Antonio Donnarumma       |
| 18  | Schottland     | ST       | Ché Adams                |
| 20  | Osterreich     | AB       | Valentino Lazaro         |

| Nr. |                  | Position | Name                   |
| --- | ---------------- | -------- | ---------------------- |
| 21  | Frankreich       | MF       | Ali Dembélé            |
| 22  | Italien          | MF       | Cesare Casadei         |
| 23  | Äquatorialguinea | AB       | Saúl Coco              |
| 24  | Kroatien         | MF       | Borna Sosa             |
| 26  | Turkei           | MF       | Emirhan İlkhan         |
| 28  | Italien          | MF       | Samuele Ricci          |
| 32  | Serbien          | TW       | Vanja Milinković-Savić |
| 34  | Italien          | AB       | Cristiano Biraghi      |
| 61  | Frankreich       | MF       | Adrien Tamèze          |
| 66  | Litauen          | MF       | Gvidas Gineitis        |
| 77  | Polen            | MF       | Karol Linetty          |
| 79  | Zypern Republik  | ST       | Zanos Savva            |
| 83  | Moldau Republik  | MF       | Sergiu Perciun         |
| 91  | Kolumbien        | ST       | Duván Zapata           |
| 92  | Schweden         | ST       | Alieu Njie             |

### Ehemalige Spieler
- Christian Abbiati
- Afriyie Acquah
- Carlos Aguilera
- Amauri
- Danilo D’Ambrosio
- Nicola Amoruso
- Jocelyn Angloma
- Enrico Annoni
- Cristian Ansaldi
- Danilo Avelar
- Vlada Avramov
- Valerio Bacigalupo
- Dino Baggio
- Joe Baker
- Aldo Ballarin
- Adolfo Baloncieri
- Federico Balzaretti
- Barreto
- Antonio Barreca
- Simone Barone
- Daniele Baselli
- Enzo Bearzot
- Andrea Belotti
- Marco Benassi
- Álex Berenguer
- Rolando Bianchi
- Friedrich Bollinger
- Cesare Bovo
- Bremer
- Sergio Brighenti
- Matteo Brighi
- Luca Bucci
- Horst Buhtz
- Nicolás Burdisso
- Emanuele Calaiò
- Canalli
- Riccardo Carapellese
- Walter Casagrande
- Domenico Caso
- Luca Castellazzi
- Sergio Castelletti
- Luciano Castellini
- Eusebio Castigliano
- Alessio Cerci
- Francesco Coco
- Paul Codrea
- Sandro Cois
- Eugenio Corini
- Giancarlo Corradini
- Roberto Cravero
- André Cruz
- Matteo Darmian
- Teobaldo Depetrini
- Jack Diment
- Massimo Donati
- Blerim Džemaili
- Mark Edusei
- Iago Falque
- Enrico Fantini
- Alexander Farnerud
- Marco Ferrante
- Pietro Ferraris
- Giorgio Ferrini
- Romano Fogli
- Daniele Fortunato
- Enzo Francescoli
- Giovanni Francini
- Diego Fuser
- Luca Fusi
- Guglielmo Gabetto
- Giovanni Galli
- Andrea Gasbarroni
- Alessandro Gazzi
- Jean-François Gillet
- Kamil Glik
- Francesco Graziani
- Giuseppe Grezar
- Luigi Griffanti
- Joe Hart
- Gerry Hitchens
- Salvador Ichazo
- Ciro Immobile
- Juan Iturbe
- Pontus Jansson
- Robert Jarni
- Hasse Jeppson
- Jonathas
- Júnior
- Omar El Kaddouri
- Hans Kämpfer
- Wim Kieft
- Georges Lang
- Salvatore Lanna
- Marcelo Larrondo
- Denis Law
- Gianluigi Lentini
- Julio Libonatti
- Adem Ljajić
- Ezio Loik
- Maxi López
- Cristiano Lucarelli
- Lyanco
- Nikola Maksimović
- Andrea Mandorlini
- Andrea Mantovani
- Luca Marchegiani
- Giovanni Marchese
- Virgilio Maroso
- Josef Martínez
- Salvatore Masiello
- Valentino Mazzola
- Riccardo Meggiorini
- Soualiho Meïté
- Gustavo Méndez
- Romeo Menti
- Gigi Meroni
- Juan Sánchez Miño
- Lorenzo Minotti
- Cristian Molinaro
- Emiliano Mondonico
- Emiliano Moretti
- Giuseppe Moro
- Heinrich Müller
- Roberto Mussi
- Roberto Muzzi
- M’Baye Niang
- Davide Nicola
- Nicolas N’Koulou
- Walter Novellino
- Joel Obi
- Angelo Ogbonna
- Aldo Olivieri
- Piero Operto
- Alberto Orlando
- Franco Ossola
- Alessandro Parisi
- Eraldo Pecci
- Abédi Pelé
- Bruno Peres
- Gianluca Pessotto
- Inácio Piá
- Pinga
- Marko Pjaca
- Fabrizio Poletti
- Toni Polster
- Giorgio Puia
- Paolino Pulici
- Fabio Quagliarella
- Álvaro Recoba
- Mario Rigamonti
- Tomás Rincón
- Claudio Rivalta
- Ruggiero Rizzitelli
- Guillermo Rodríguez
- Roberto Rosato
- Alessandro Rosina
- Gino Rossetti
- Luca Rossettini
- Rubinho
- Patrizio Sala
- Claudio Sala
- Jürgen Säumel
- Walter Schachner
- Heinrich Schönfeld
- Július Schubert
- Enzo Scifo
- Franco Selvaggi
- Franco Semioli
- Lucidio Sentimenti
- Aldo Serena
- Gastón Silva
- Salvatore Sirigu
- Roberto Soriano
- Walter Streule
- Hakan Şükür
- Panagiotis Tachtsidis
- Sauro Tomà
- Mirko Valdifiori
- Rafael Martín Vázquez
- Simone Verdi
- Christian Vieri
- Lido Vieri
- Giuseppe Vives
- Johan Walem
- Renato Zaccarelli
- Paolo Zanetti
- Davide Zappacosta

### Spielerrekorde

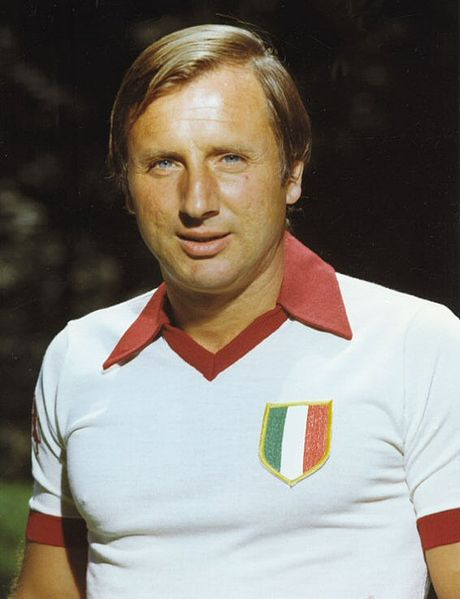
Giorgio Ferrini

Stand: Saisonende 2023/24; Fettgedruckte Spieler sind noch aktiv. Angegeben sind alle Pflichtspiele und -tore.
| Einsätze | Einsätze          | Einsätze  | Einsätze |
| -------- | ----------------- | --------- | -------- |
| 01       | Giorgio Ferrini   | 1959–1975 | 566      |
| 02       | Paolo Pulici      | 1967–1982 | 437      |
| 03       | Renato Zaccarelli | 1974–1987 | 413      |
| 04       | Claudio Sala      | 1969–1980 | 360      |
| 05       | Lido Vieri        | 1958–1969 | 357      |
| 06       | Cesare Martin     | 1919–1936 | 345      |
| 07       | Luigi Danova      | 1919–1936 | 340      |
| 08       | Natalino Fossati  | 1964–1974 | 336      |
| 09       | Antonio Janni     | 1920–1937 | 330      |
| 10       | Giorgio Puia      | 1963–1972 | 326      |

| Tore | Tore               | Tore                | Tore |
| ---- | ------------------ | ------------------- | ---- |
| 01   | Paolo Pulici       | 1967–1982           | 172  |
| 02   | Julio Libonatti    | 1925–1934           | 157  |
| 03   | Gino Rossetti      | 1926–1933 1937–1938 | 144  |
| 04   | Guglielmo Gabetto  | 1941–1949           | 127  |
| 05   | Marco Ferrante     | 1996–2004           | 125  |
| 06   | Valentino Mazzola  | 1942–1949           | 123  |
| 07   | Francesco Graziani | 1973–1981           | 122  |
| 08   | Andrea Belotti     | 2015–2022           | 113  |
| 09   | Adolfo Baloncieri  | 1925–1932           | 100  |
| 10   | Franco Ossola      | 1939–1949           | 85   |

### Trainerhistorie
| Cheftrainer | Cheftrainer                                                                                             |
| Amtszeit    | Name |
| ----------- | --- |
| 1912–1922   | Vittorio Pozzo                                                                                          |
| 1922–1924   | Karl Stürmer                                                                                            |
| 1924–1926   | Peter Farmer                                                                                            |
| 1926–1927   | Imre Schöffer                                                                                           |
| 1927–1929   | Anton Cargnelli                                                                                         |
| 1929–1930   | Anton Cargnelli Karl Stürmer                                                                            |
| 1930–1931   | Vittorio Morelli di Popolo                                                                              |
| 1931–1932   | Adolfo Baloncieri Giuseppe Aliberti                                                                     |
| 1932–1933   | Franz Hänsel Augusto Rangone                                                                            |
| 1933–1934   | Augusto Rangone Eugen Payer                                                                             |
| 1934–1936   | Anton Cargnelli                                                                                         |
| 1936–1938   | Gyula Feldmann Mario Sperone                                                                            |
| 1938–1939   | Ernő Erbstein                                                                                           |
| 1939–1940   | András Kuttik Angelo Mattea                                                                             |
| 1940–1942   | Anton Cargnelli                                                                                         |
| 1942–1943   | Andreas Kutik Antonio Janni                                                                             |
| 1944        | Antonio Janni                                                                                           |
| 1945–1947   | Luigi Ferrero                                                                                           |
| 1947–1948   | Mario Sperone Roberto Copernico (Technischer Direktor)                                                  |
| 1948–1949   | Leslie Lievesley Ernő Erbstein (Technischer Direktor)                                                   |
| 1949–1951   | Giuseppe Bigogno Roberto Copernico (Technischer Direktor)                                               |
| 1951–1952   | Mario Sperone, Oberdan Ussello Roberto Copernico (Technischer Direktor)                                 |
| 1952–1953   | Oberdan Ussello Roberto Copernico (Technischer Direktor) Jesse Carver (Technischer Direktor)            |
| 1953–1954   | Oberdan Ussello Jesse Carver (Technischer Direktor) Luigi Miconi Annibale Frossi (Technischer Direktor) |
| 1954–1956   | Annibale Frossi                                                                                         |
| 1956–1957   | Fioravante Baldi Blagoje Marjanović                                                                     |

| Cheftrainer | Cheftrainer                                                           |
| Amtszeit    | Name                                                                  |
| ----------- | --------------------------------------------------------------------- |
| 1957–1958   | Blagoje Marjanović Fioravante Baldi                                   |
| 1958–1959   | Federico Allasio Quinto Bertoloni Imre Senkey                         |
| 1959–1960   | Imre Senkey Giacinto Ellena                                           |
| 1960–1962   | Beniamino Santos                                                      |
| 1962–1963   | Beniamino Santos Giacinto Ellena                                      |
| 1963–1966   | Nereo Rocco                                                           |
| 1966–1967   | Marino Bergamasco Nereo Rocco (Technischer Direktor)                  |
| 1967–1969   | Edmondo Fabbri                                                        |
| 1969–1971   | Giancarlo Cadè                                                        |
| 1971–1973   | Gustavo Giagnoni                                                      |
| 1973–1974   | Gustavo Giagnoni Edmondo Fabbri                                       |
| 1974–1975   | Edmondo Fabbri                                                        |
| 1975–1979   | Luigi Radice                                                          |
| 1979–1980   | Luigi Radice Ercole Rabitti                                           |
| 1980–1981   | Ercole Rabitti Romano Cazzaniga                                       |
| 1981–1982   | Massimo Giacomini                                                     |
| 1982–1984   | Eugenio Bersellini                                                    |
| 1984–1988   | Luigi Radice                                                          |
| 1988–1989   | Luigi Radice Claudio Sala Sergio Vatta                                |
| 1989–1990   | Eugenio Fascetti                                                      |
| 1990–1994   | Emiliano Mondonico                                                    |
| 1994–1995   | Rosario Rampanti Nedo Sonetti                                         |
| 1995–1996   | Nedo Sonetti Franco Scoglio Lido Vieri                                |
| 1996–1997   | Mauro Sandreani Lido Vieri                                            |
| 1997–1998   | Giancarlo Camolese Graeme Souness (Technischer Direktor) Edoardo Reja |
| 1998–2000   | Emiliano Mondonico                                                    |

| Cheftrainer | Cheftrainer                                         |
| Amtszeit    | Name                                                |
| ----------- | --------------------------------------------------- |
| 2000–2001   | Luigi Simoni Giancarlo Camolese                     |
| 2001–2002   | Giancarlo Camolese                                  |
| 2002–2003   | Giancarlo Camolese Renzo Ulivieri Renato Zaccarelli |
| 2003–2004   | Ezio Rossi                                          |
| 2004–2005   | Ezio Rossi Renato Zaccarelli                        |
| 2005–2006   | Daniele Arrigoni                                    |
| 2005–2006   | Paolo Stringara                                     |
| 2005–2006   | Gianni De Biasi                                     |
| 2006–2007   | Gianni De Biasi Alberto Zaccheroni Gianni De Biasi  |
| 2007–2008   | Walter Novellino Gianni De Biasi                    |
| 2008–2009   | Gianni De Biasi Walter Novellino Giancarlo Camolese |
| 2009–2010   | Stefano Colantuono Mario Beretta Stefano Colantuono |
| 2010–2011   | Franco Lerda Giuseppe Papadopulo Franco Lerda       |
| 2011–2016   | Gian Piero Ventura                                  |
| 2016–2018   | Siniša Mihajlović                                   |
| 2018–2020   | Walter Mazzarri                                     |
| 2020        | Moreno Longo                                        |
| 2020–2021   | Marco Giampaolo                                     |
| 2021        | Davide Nicola                                       |
| 2021–2024   | Ivan Jurić                                          |
| 2024–2025   | Paolo Vanoli                                        |
| 2025–       | Marco Baroni                                        |